# Tour de Beppu
La tour de Beppu (別府タワ, Beppu tawā) est un émetteur hertzien construit en 1957, à Beppu au Japon. D'une hauteur de 100 mètres, elle comporte une plateforme d'observation située à 55 mètres de hauteur.